# كاتنيس إيفردين
كاتنيس إيفردين (بالإنجليزية: Katniss Everdeen)‏؛ هي شخصية خيالية وبطلة سلسلة مباريات الجوع للكاتبة سوزان كولنز. اسمها مأخوذ من نبتة صالحة للأكل تدعى كاتنيس. الممثلة الحائزة على جائزة الأوسكار جينفير لورنس جسدت دور كاتنيس إيفردين في فيلم مباريات الجوع (2012) ومباريات الجوع: ألسنة اللهب (2013) ومباريات الجوع: الطائر المقلد - الجزء الأول (2014) ومباريات الجوع: الطائر المقلد - الجزء الثاني (2015).
كاتنيس وعائلتها تنحدر من المقاطعة 12، مقاطعة غنية بمناجم الفحم والأفقر والأقل سكانا في دولة خيالية تدعى بانيم تتحكم بها مدينة «الكابيتل». في أحداث الكتاب الأول، مباريات الجوع، تتطوع كاتنيس بدل من أختها الصغرى بريمروز «بريم» إيفردين، بعد ان يتم اخيتارها خلال «يوم الحصاد»، في ذلك اليوم سنوياً يتم اختيار ولد وبنت أعمارهم تتراوح بين الثانية عشرة والثمانية عشرة عاماً من كل مقاطعة عن طريق القرعة للقتال حتى الموت إلى أن يتبقى متسابق واحد على قيد الحياة من ضمن 24 متسابق في ما يعرف بمباريات الجوع. تتحد كاتنيس مع زميلها من المقاطعة 12 بيتا ميلاريك. الاثنان يخوضان المباريات معاً. هي تستعمل معرفتها بالصيد والرماية للنجاة، والاثنان ينتصران بعد عصيان أوامر الكابيتل التي تنص على فائز واحد. خلال الروايتان التاليتان، ألسنة اللهب والطائر المحاكي، تصبح كاتنيس رمزا للتمرد للمقاطعات الإثني عشر ضد ظلم الكابيتل.

## عن الشخصية
كاتنيس هي بطلة الرواية وراوية سلسلة مباريات الجوع. تبلغ من العمر 16 عامًا - وقت بدء الرواية الأولى - وهي شخصية تتصف بالهدوء والاستقلالية والقوة. لديها شعر أسود طويل، بشرة حنطيّة، وعيون رمادية، وهي سمة مميّزة اكتسبتها لكونها من أهالي منطقة مناجم الفحم في المقاطعة الثانية المعروفة باسم منطقة السيم (بالإنجليزية: The Seam)‏. سُمّيت باسم كاتنيس (بالإنجليزية: Katniss)‏ نسبة لنبتة سهم الماء المائية التي تنمو بواسطة درنات في المستنقعات، وهي صالحة للأكل. تعيش مع والدتها وشقيقتها الصغرى بريمروز (بالإنجليزية: Primrose)‏ الملقبة بـ«بريم» (بالإنجليزية: Prim)‏. توفي والدها في انفجار منجم تعدين قبل سنوات، وهي الحادثة التي أثّرت بشدّة على والدتها التي أُصيبت بالاكتئاب الشديد، ممّا أجبر كاتنيس على أن تتولّى بنفسها مهام ربّ الأسرة وتصبح بمثابة الأم الراعية للعائلة، واكتسبت عددًا من المهارات باستمراها بالصيد لتأمين طعام لعائلتها، وهو أمر تعلمته من والدها الذي كان يأخذها معه في رحلات صيد في الغابة. لونها المفضّل هو الأخضر، ويعود ذلك بسبب تعلقها بطبيعة الغابة. حين اختيرت بريم (بواسطة نظام الحصاد السنوي العشوائي) لتكون مجالدة حتى الموت في دورة مباريات الجوع السنوية الرابعة والسبعين لتحارب مجموعة المجالدين الثلاث والعشرين الآخرين الذين يُختارون سنويًا في مباريات الجوع، تطوّعت كاتنيس لتحل محلها. في نهاية المباريات، تنتصر جنبًا إلى جنب صديقها بيتا ميلارك، الذي يعشقها، وجاء انتصارهما إثر نكوص صانعي المباريات عن وعدهم القاضي بالسماح لمُجالدَيْن من مقاطعة واحدة بالفوز معًا بالدورة، وهو الأمر الذي دفعها لأن تتحداهم وتحرج الحكومة الكابيتولية من خلال التهديد بانتحار مزدوج مع بيتا، ما جعل صانعي المباريات يتراجعون ويعترفان بهما بصفتهما المنتصرين في الدورة الرابعة والسبعين، وهو الأمر الذي جعلها تصبح العدو الشخصي للرئيس سنو زعيم بانيم.

### ألسنة اللهب
في الرواية الثانية من السلسلة المسمّاة "ألسنة اللهب"، تُجبر على القتال في الدورة الخامسة والسبعين من مباريات الجوع، المعروفة باسم المباريات الربعية نسبة إلى تنظيمها كل ربع قرن، وعادة ما تكون دورات المباريات الربعية أكثر وحشية من الدورات السنوية العادية. في النهاية تنتهي هذه الدورة بدمير كاتنيس لميدان المباريات من خلال حقل الطاقة المحيط بالميدان، إثر ذلك تنقذ مع بعض المجالدين المتبقين على قيد الحياة، بصفتها رمزًا للثورة ضد الكابيتول، وتؤخذ إلى معقل الثورة تحت الأرض في المقاطعة الثالثة عشرة، التي كان يُعتقد أنها غير موجودة.

### الطائر المقلد
في الرواية الثالثة من السلسلة المسمّاة "الطائر المقلد"، وهو الاسم الذي أُطلِق على كاتنيس ليكون رمزًا ملهمًا في الثورة الثانية ضد الكابيتول. ومع أنّ قيادة الثورة حدّدت دور كاتنيس ضمن نطاق الحرب الإعلامية، إلا أنّها تنضم إلى الجهود الحربية المباشرة بسبب دافعها إلى قتل الرئيس سنو. مع تقدم الحرب، أدركت كاتنيس أن زعيمة المتمردين، الرئيسة ألما كوين، ليست أقل قسوة وحبًا للسلطة من الرئيس سنو، وتيُّقن أن كوين كانت استخدمها في سبيل الوصول للسلطة، وهو ما نجحت فيه. بذلك حين أُتيحت الفرصة أخيرًا لتنفيذ عملية إعدام الرئيس سنو، تقوم كاتنيس بدلًا من ذلك بقتل كوين، ورغم أن البعض طالب بإعدامها لقاء عملية القتل، إلا أن قيادة الثورة الجديدة تُقرّر الإعلان عن أن كاتنيس غير سويّة عقليًا وهي غير مسؤولة عمّا فعلته، ما أُتيح لها العودة إلى المقاطعة الثانية عشرة، حيث ظلّـ تعاني من الصدمة والاكتئاب بسبب مقتل شقيقتها بريم. ومع عودة بيتا إلى المقاطعة بدأت تتخلّص من الاكتئاب، خاصة بعدما أدركت أنها واقعة في حبه، وهو ما دفعها لأن تتزوجه، بيدّ أن لم تتقبّل فكرة إنجاب الأطفال سوى بعد مرور خمسة عشر عامًا، حيث رزقت بولدين ذكر وأنثى.